# Heinz Liste

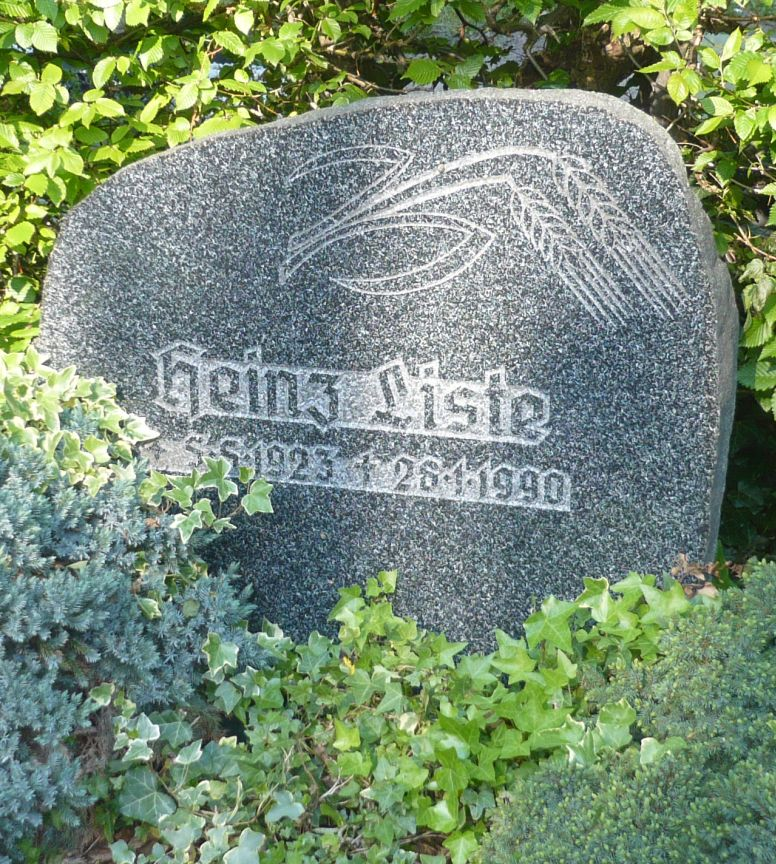
Grabstein in Barby 2014

Heinz Liste (* 5. Mai 1923 in Nordheim, Kr. Posen, Polen; † 26. Januar 1990 in Barby) war ein deutscher Landwirt und von 1958 bis 1963 Abgeordneter der Volkskammer der DDR.

## Leben
Der Sohn eines Bauern absolvierte nach dem Besuch der Volksschule in Töschwitz von 1937 bis 1940 eine landwirtschaftliche Lehre. 1941/42 besuchte er die Landwirtschaftsschule in Lüben. Liste beantragte am 9. Oktober 1941 die Aufnahme in die NSDAP und wurde rückwirkend zum 1. September desselben Jahres aufgenommen (Mitgliedsnummer 8.711.634). Er wurde zum Kriegsdienst in die Wehrmacht eingezogen und geriet am 2. Juli 1944 als Obergefreiter und Meldereiter in sowjetische Kriegsgefangenschaft.
Im Herbst 1949 kehrte er nach Deutschland zurück und wurde Neubauer in Barby, Ortsteil Zeitz. 1950 wurde er Mitglied der Vereinigung der gegenseitigen Bauernhilfe (VdgB), 1951 der Demokratischen Bauernpartei Deutschlands (DBD). 1954 wurde er 2. Vorsitzender, später Vorsitzender des DBD-Kreisvorstandes Schönebeck (Elbe). Einen Lehrgang an der Abend-Fachschule in Barby von 1954 bis 1956 schloss er mit der Feldbaumeister-Prüfung ab. Seit 1957 war er Stadtverordneter in Barby und Nachfolgekandidat des Kreistages Schönebeck. 1958 war er Mitbegründer und Vorsitzender der Landwirtschaftlichen Produktionsgenossenschaft (LPG) „Neue Heimat“ in Zeitz, später Vorsitzender der LPG „Helles Ufer“ in Barby und zuletzt Leiter der Kooperativen Abteilung Pflanzenproduktion (KAP) in Barby.  Von 1958 bis 1963 war er als Mitglied der DBD-Fraktion Abgeordneter der Volkskammer.

## Auszeichnungen
- 1957 Ehrennadel der Nationalen Front
- 1984 Ehrentitel Held der Arbeit